# Altomonte
Altomonte é uma comuna italiana da região da Calábria, província de Cosenza, com cerca de 4.493 habitantes. Estende-se por uma área de 65 km², tendo uma densidade populacional de 69 hab/km². Faz fronteira com Acquaformosa, Castrovillari, Firmo, Lungro, Roggiano Gravina, San Donato di Ninea, San Lorenzo del Vallo, San Sosti, Saracena.
Pertence à rede das Aldeias mais bonitas de Itália e à rede das Cidades Cittaslow.

## Demografia
| Variação demográfica do município entre 1861 e 2011                               |
|                                                                                   |
| Fonte: Istituto Nazionale di Statistica (ISTAT) - Elaboração gráfica da Wikipedia |